# رب (شراب)
الرُّب أو دبس التمر أو عسل التمر أو شراب التمر هو شراب بني اللون داكن سميك القوام، مذاقه شديد الحلاوة يستخرج من ثمار التمر. يُصنع ويستخدم على نطاق واسع في ليبيا والجزائر وبالأخص مع العصيدة.

## الفوائد
له فوائد كبيرة منها
1- خفض نسبة الكوليسترول بالدم والوقاية من تصلب الشرايين لاحتوائه على البكتين.
2- منع الإصابة بسرطان الأمعاء الغليظة والوقاية من مرض البواسير وتقليل تشكل الحصيات بالمرارة ولتسهيل مراحل الحمل والولادة والنفاس لاحتوائه على الألياف الجيدة والسكريات السريعة الهضم.
4- الوقاية من السموم لاحتوائه على الصوديوم والبوتاسيوم وفيتامين ج.
5- علاج لفقر الدم (الأنيميا) لاحتوائه على الحديد والنحاس وفيتامين ب2.
6- علاج للكساح ولين العظام لاحتوائه على الكالسيوم والفسفور وفيتامين أ.
7- علاج لفقدان الشهية وضعف التركيز لاحتوائه على البوتاسيوم.
8- علاج للضعف العام وخفقان القلب لاحتوائه على المغنيسيوم والنحاس.
9- علاج للروماتزم ولسرطان المخ لاحتوائه على البورون.
10- مضاد للسرطان لاحتوائه على السلينيوم وقد لوحظ أن سكان الواحات لا يعرفون مرض السرطان.
11- علاج للضعف الجنسي لاحتوائه على البورون وفيتامين أ.
12- علاج لجفاف الجلد وجفاف قرنية العين ومرض العشى الليلي لاحتوائه على فيتامين أ.
13- علاج لأمراض الجهاز الهضمي العصبي لاحتوائه على فيتامين ب1.
14- علاج لسقوط الشعر وإجهاد العينين والتهاب الأغشية المخاطية لتجويف الفم والتهاب الشفتين لاحتوائه على فيتامين ب2.
15- علاج للالتهابات الجلدية لاحتوائه على فيتامين النياسين.
16- علاج لمرض الإسقربوط وهو الضعف العام للجسم وخفقان القلب وضيق التنفس وتقلص الأوعية الدموية وظهور بقع حمراء على الجلد وضعف في العظام والأسنان وذلك لاحتوائه على فيتامين ج(2) أو حامض الاسكوربيك. (من التمر، يمكن استخلاص عدد كبير من الأدوية والمضادات الحيوية والفيتامينات لاستخدامها كعقاقير للوصفات الطبية لعلاج الأمراض المشار إليها قبل ذلك).
17- علاج الحموضة في المعدة لاحتوائه على الكلور والصوديوم والبوتاسيوم.
18- علاج أمراض اللثة وضعف الأوعية الدموية الشعرية وضعف العضلات والغضاريف لاحتوائه على فيتامين ج.
19-يعمل على تحسين الاوتار الصوتيه بمزجه واكله مع عجينه السمسم أو (الطحينيه )
1. أولاً : أنه من الأغذية الغنية بعنصر المغنيسيوم التي تحمي من مرض السرطان
2. ثانياً : أن له أثراً كبيراً على تهدئة الأعصاب بالنسبة للمصابين بالأمراضالعصبية
3. ثالثاً : فيه مزيج طبيعي من الحديد والكالسيوم يهضمه البدن ويستقبله بسهولة
4. رابعا: التمر مقو للكبد ملين للطبع يزيد في الباه وأكله على الريق يقتل الدود